# Tasmanicosa fulgor
Tasmanicosa fulgor Framenau & Baehr, 2016 è un ragno appartenente alla famiglia Lycosidae.

## Etimologia
Il nome deriva dal latino fulgor, cioè lampo, folgore. In riferimento al Bush Blitz Program dell'Australian Biological Resources Study's che si occupa di finanziare le ricerche in campo tassonomico ed escursionistico in Australia (Blitz in inglese significa appunto "lampo").

## Caratteristiche
L'olotipo maschile ha una lunghezza totale di 15,6mm: il cefalotorace è lungo 8,7mm, e largo 6,2mm.
Il paratipo femminile ha una lunghezza totale di 22,3mm: il cefalotorace è lungo 12,4mm, e largo 6,0mm.

## Distribuzione
La specie è stata reperita nell'Australia ad eccezione della parte nord-occidentale; è stata rinvenuta anche in Tasmania; un solo esemplare nell'Australia sud-occidentale. Di seguito alcuni rinvenimenti:
1. nel Queensland, 13,5 km a nord di Bogantugan, preso in trappola in un bosco nel dicembre 2000.
2. nell'Australia meridionale sulle Everard Ranges alcuni esemplari femminili sotto pezzi di corteccia di eucalipto.

## Tassonomia
La specie con cui ha più affinità è la T. kochorum.
Al 2021 non sono note sottospecie e dal 2016 non sono stati esaminati nuovi esemplari.